# Amanita citrina
Amanita citrina là một loài nấm thuộc chi Amanita trong họ Amanitaceae. Nấm citrina có mùi giống cây cải dầu hoặc khoai tây, nhưng không ăn được. Loài này có thể tìm thấy ở các cánh rừng tại Bắc Mỹ và châu Âu.

## Độc tố
Các nghiên cứu ở Đại học Cambridge đã chỉ ra trong loài nấm này có chứa hợp chất alpha-Amanitin (C39H54N10O14S). Tuy có hàm lượng rất nhỏ chất này và không đủ để gây ngộ độc nhưng A. citrina vẫn có thể ảnh hưởng đến sức khỏe nếu tiêu thụ một lượng lớn. Một yếu tố cần thận trọng nữa đó là A. citrina đặc điểm bề ngoài rất giống với nấm tử thần Amanita phalloides.

## Hình ảnh

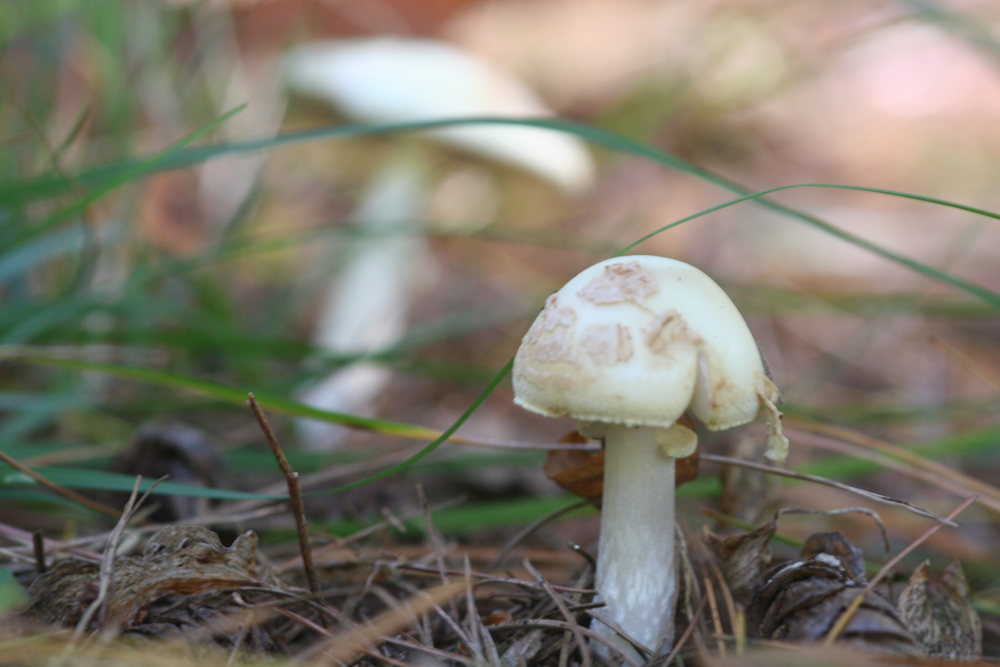
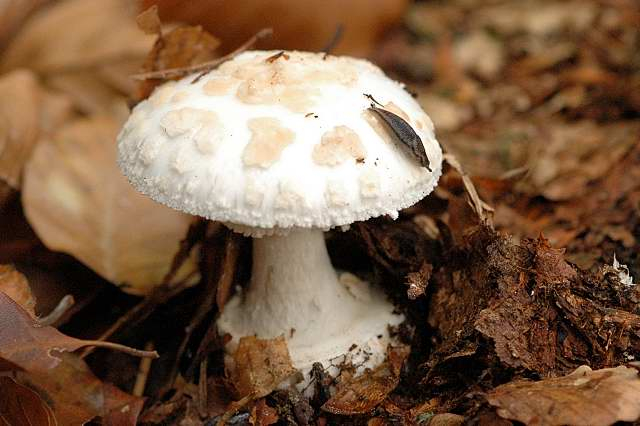
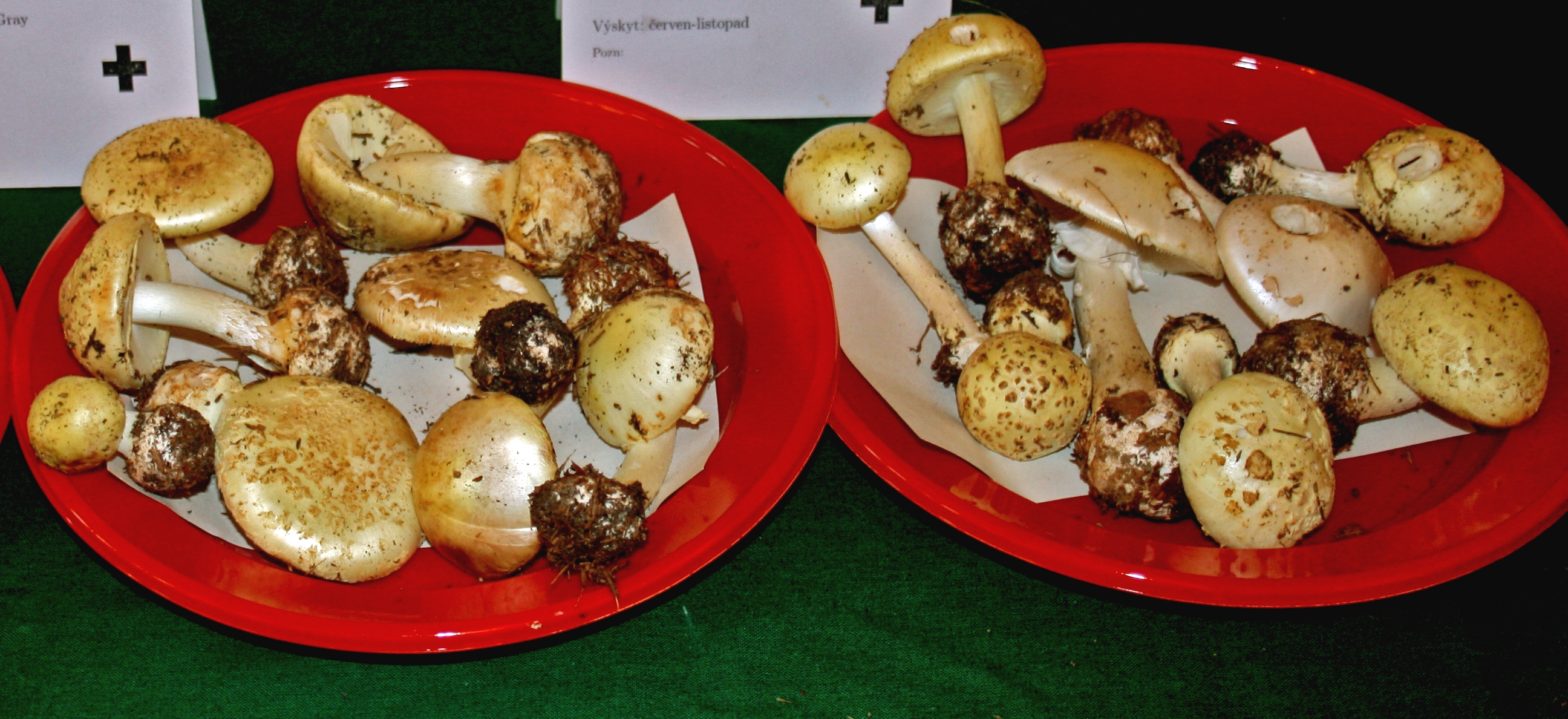
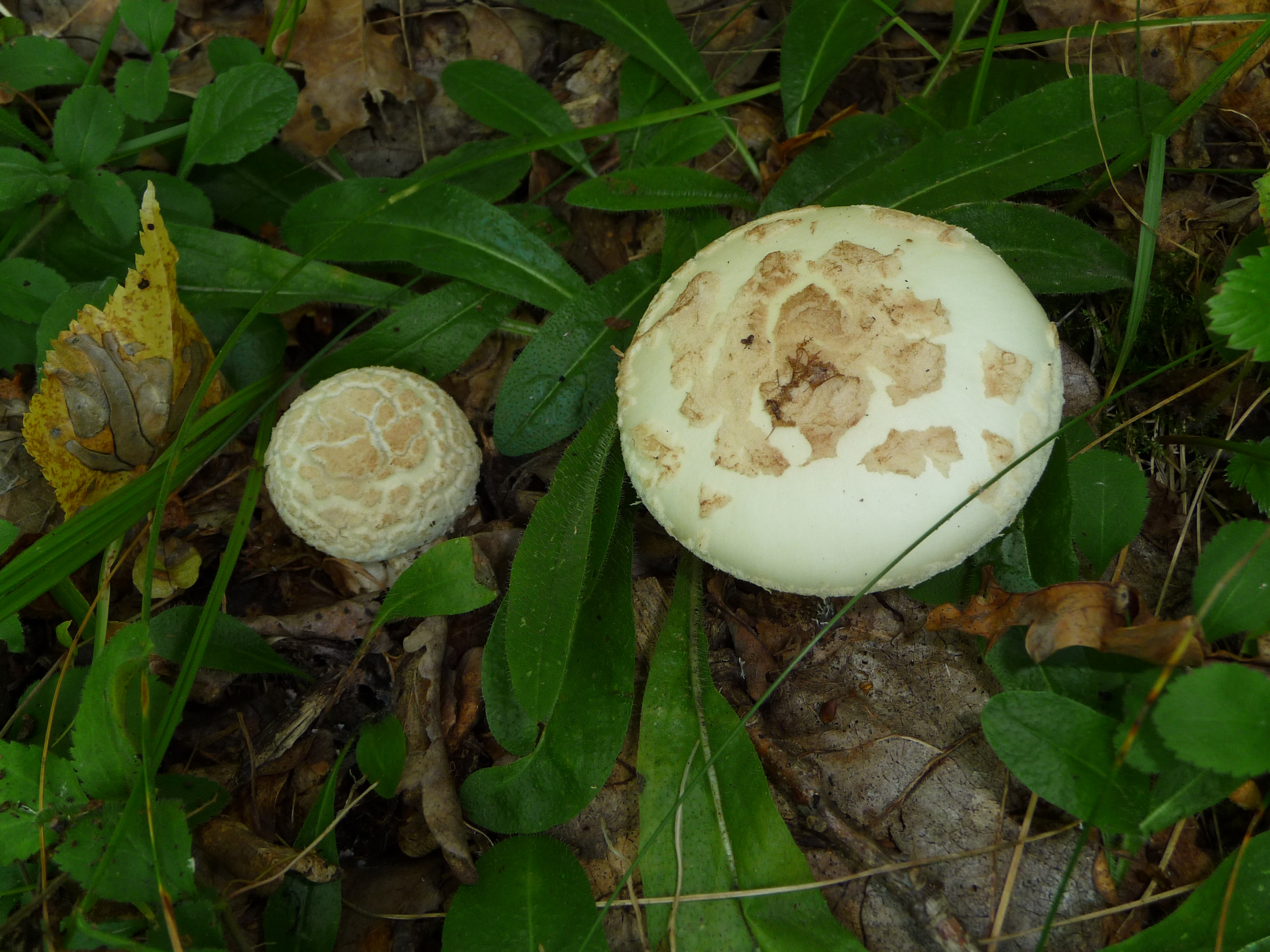